# 李同国
李同国（1979年4月29日—），原名李东国，2007年改名为李同国。绰号狮子王。韩国足球运动员，前锋队员。庆尚北道浦项人。他毕业于浦项第一工业高等学校，1998年加入浦项制铁，开始职业生涯。2020年10月26日透過SNS宣佈11月1日退役。退役後活躍於綜藝節目，同時擔任TvN運動頻道足球解說員。2021年9月在仁川松島開辦李同國FC，提供足球訓練課程，10月再開辦高爾夫球學院。

## 俱乐部经历
1998年李东国在高中毕业之后就加盟浦项制铁，随后的三年多时间他成为球队主力，2000-01赛季曾被短暂租借到德甲球队云达不莱梅。
2003年因开始服兵役的李东国为隸屬於大韓民國國軍體育部隊的球队光州尚武不死鳥效力两年，2005年他重返浦项制铁。2007年1月李东国再次留洋，加盟了英超米德尔斯堡。
2008年夏天李东国回到韩国，加盟城南一和天马。2009年初他再次转会，加盟全北现代，李东国帮助球队赢得首个联赛冠军奖杯，他自己也成为K联赛最佳射手。
2017年10月29日，與濟州聯比賽中，踢進於K聯賽第200個進球。
2020年10月26日，透過個人instagram宣佈在完成賽季11月1日的比賽後退役。但2020年11月8日进行的韩国足协杯决赛次回合比赛上，李同国在终场前替补登场，真正完成了职业球员生涯谢幕演出，也弥补了未曾夺得足协杯冠军的遗憾。

## 国家队经历
1998年李东国入选了韓國国家队并随队参加了法國世界盃，在世界杯与荷兰队的比赛中替补出场，成为了韩国队历史上出战世界杯正赛最年轻的球员。
李东国在2000年亞洲盃中打进6球成为最佳射手。2002年韩日世界杯前，当时的荷兰籍主教练希丁克没有将李东国招入韩国国家队大名单，他也因此失去了和队友一起创造历史的机会。2006年，李东国因受伤让他不得不休战6个月，他也因此错过了德国世界杯。
在2007年亚洲杯争夺季军的比赛后，李东国与队友李云在等人私自离开球队到酒吧喝酒至深夜，他也因此事被韩国国家队除名，12个月后才重返国家队。
李东国入选了参加2010年南非世界杯的韩国队队员名单个人得以再次参加世界杯。

## 荣誉
浦項制鐵時期
- 亞洲冠軍球會盃冠軍: 1998

全北現代汽車時期
- K聯賽冠軍：2009、2011、2014、2015、2017、2018、2019、2020
- 亞洲冠軍聯賽冠軍：2016
- 韩国足协杯冠军：2020

個人
- 高中足球錦標賽最有價值球員：1996
- 春季高中足球錦標賽最佳射手、最有價值球員：1998
- 亞足聯U-19錦標賽最佳射手、最有價值球員：1998
- K聯賽新秀：1998
- K聯賽最佳射手：2009
- K聯賽助攻王：2011
- K聯賽最佳陣容：2009、2011、2012、2014、2015
- K聯賽最有價值球員：2009、2011、2014、2015
- K聯賽特別獎（200個進球紀錄）：2017
- K聯賽全明星賽最有價值球員：1998、2001、2003、2012
- 亞洲盃最佳射手：2000
- 東亞足球錦標賽最佳射手：2010
- 亞足聯冠軍聯賽最佳射手、最有價值球員：2011

國家隊
- 亞足聯U-19錦標賽冠軍：1998
- 亞洲盃季軍：2000、2007
- 東亞足球錦標賽亞軍：2010
- 亞運會銅牌：2002

## 国家队进球
| 日期           | 地点            | 对手                 | 进球 | 结果            | 比赛                        |
| -------------- | --------------- | -------------------- | ---- | --------------- | --------------------------- |
| 2000年2月17日  | 美国 洛杉矶     |                      | 1球  | 2-2             | 2000年美洲金盃              |
| 2000年10月7日  | 阿联酋 杜拜     |                      | 1球  | 4-2             | 2000年LG杯                  |
| 2000年10月19日 | 黎巴嫩 的黎波里 | 印度尼西亞           | 3球  | 3-0             | 2000年亚洲杯足球赛          |
| 2000年10月23日 | 黎巴嫩 的黎波里 | 伊朗                 | 1球  | 1-1（2-1 加时） | 2000年亚洲杯足球赛          |
| 2000年10月26日 | 黎巴嫩 贝鲁特   | 沙烏地阿拉伯         | 1球  | 1-2             | 2000年亚洲杯足球赛          |
| 2000年10月29日 | 黎巴嫩 贝鲁特   | 中國                 | 1球  | 1-0             | 2000年亚洲杯足球赛          |
| 2001年9月16日  | 釜山            | 奈及利亞             | 1球  | 2-1             | 友谊赛                      |
| 2004年7月10日  | 光州            | 巴林                 | 1球  | 2-0             | 友谊赛                      |
| 2004年7月23日  | 中国 济南       | 阿联酋               | 1球  | 2-0             | 2004年亚洲杯足球赛          |
| 2004年7月27日  | 中国 济南       | 科威特               | 2球  | 4-0             | 2004年亚洲杯足球赛          |
| 2004年7月31日  | 中国 济南       | 伊朗                 | 1球  | 3-4             | 2004年亚洲杯足球赛          |
| 2004年9月8日   | 越南 胡志明市   | 越南                 | 1球  | 2-1             | 2006年世界盃外圍賽 (亞洲區) |
| 2004年11月17日 | 首爾            | 馬爾地夫             | 1球  | 2-0             | 2006年世界盃外圍賽 (亞洲區) |
| 2004年12月19日 | 釜山            | 德国                 | 1球  | 3-1             | 友谊赛                      |
| 2005年2月9日   | 首爾            | 科威特               | 1球  | 2-0             | 2006年世界盃外圍賽 (亞洲區) |
| 2005年3月30日  | 首爾            |                      | 1球  | 2-1             | 2006年世界盃外圍賽 (亞洲區) |
| 2005年6月8日   | 科威特 科威特城 | 科威特               | 1球  | 4-0             | 2006年世界盃外圍賽 (亞洲區) |
| 2005年11月16日 | 首爾            | 塞爾維亞與蒙特內哥羅 | 1球  | 2-0             | 友谊赛                      |
| 2006年2月15日  | 美国 洛杉矶     | 墨西哥               | 1球  | 1-0             | 友谊赛                      |
| 2010年2月7日   | 日本 东京       | 香港                 | 1球  | 5-0             | 2010年東亞足球錦標賽        |
| 2010年2月14日  | 日本 东京       | 日本                 | 1球  | 3-1             | 2010年東亞足球錦標賽        |
| 2010年3月3日   | 英格兰 伦敦     |                      | 1球  | 2-0             | 友谊赛                      |
| 2012年2月25日  | 全州            |                      | 2球  | 4-2             | 友誼賽                      |
| 2012年2月29日  | 首爾            | 科威特               | 1球  | 2-0             | 2014年世界盃外圍賽(亞洲區)  |
| 2012年9月11日  | 塔什干          |                      | 1球  | 2-2             | 2014年世界盃外圍賽(亞洲區)  |
| 2012年11月14日 | 華城            |                      | 1球  | 1-2             | 友誼賽                      |
| 2014年9月5日   | 富川            | 委內瑞拉             | 2球  | 3-1             | 友誼賽                      |
| 2014年10月14日 | 首爾            |                      | 1球  | 1-3             | 友誼賽                      |

2007年亚洲杯期间饮酒狂欢，事后被韩国足协禁赛。

## 个人
李同国的原名是李东国，2007年7月，因星相学认为他改名后事业会更顺利，因此将名字改为李同国。
2005年，李同国與前韩国小姐李秀珍結婚。2007年，生下雙胞胎女兒在詩(音譯)和在雅(音譯)。2013年，生下第二對雙胞胎女兒雪雅(音譯)和秀雅(音譯)。接連生下兩對雙胞胎的概率只有十萬分之一。2014年，生下小兒子時安(音譯)，外號「大發」、「犀利弟」。

## 綜藝節目
- 2012年1月1日－2012年1月15日：KBS《兩天一夜》- 至親特輯（第一季 EP224－226）
- 2012年1月23日：SBS 《Healing Camp》（EP27）
- 2014年8月17日、2015年8月9日－2019年10月6日：KBS《超人歸來》（EP40、EP89－298 固定出演）
- 2019年12月21日：JTBC《認識的哥哥》（EP210）
- 2020年1月7日 ╴2020年2月11日：KBS《飛吧小射手》（第七期 EP01 - 02、EP04 - 06）
- 2020年5月17日：JTBC《團結才能踢》（EP46）
- 2020年8月26日：TV朝鲜《Bbong仙花學堂》（EP16）
- 2020年9月13日：SBS《家師父一體》（EP137 影像通話準師父）
- 2020年11月8日：KBS《超人歸來》（EP363）
- 2020年11月22日－2020年11月29日：SBS《家師父一體》（EP147－148）
- 2020年12月20日：JTBC《團結才能踢》（EP76）
- 2021年1月7日 ╴2021年1月14日：Channel A 《都市漁夫（朝鲜语：나만 믿고 따라와, 도시어부）》（第二季 EP55 - 56）
- 2021年1月16日 ╴2021年2月6日：SBS《叢林的法則》（第五季 棒球大聯盟篇）
- 2021年1月20日 ╴2021年1月27日：SBS 《我的幻想之家》（EP03 - 04）
- 2021年1月28日 ╴2021年3月18日：E Channel 《放心咖啡店》 （固定MC）
- 2021年2月7日 ╴2021年7月18日：JTBC《團結才能投（朝鲜语：뭉쳐야 쏜다）》（固定出演）
- 2021年3月27日 ╴2021年4月10日：SBS《叢林的法則》（第五季 生存大師篇）
- 2021年5月21日 ╴2021年5月28日：KBS 《新品上市便利餐廳》（EP80 - 81）
- 2021年5月24日 ╴2021年7月12日：E Channel 《放心咖啡店》 （第二季 固定MC）
- 2021年5月24日 ╴：TV朝鲜《高爾夫球王（朝鲜语：골프왕）》（固定出演）
- 2021年6月30日：TV朝鲜《Bbong仙花學堂》（EP57）
- 2021年8月8日 ╴：JTBC《團結才能踢》（第二季 固定出演）

## 綜藝獎項
- 2015年：KBS演藝大賞－綜藝部門最佳藝能人獎
- 2016年：KBS演藝大賞－綜藝部門男子最優秀獎

## 外部連結
- 李同国的Facebook專頁
- 李同国的X（前Twitter）
- 李同国的Instagram帳戶